# 1921 a filmművészetben

## Események
- április 17. – megalakul az Európai Filmszövetség (EFA).
- május 6. – Párizsban megjelenik a Cinema első száma.
- Beleolvad a First Nationalba az Associated Producers.
- Megkezdődik az amerikai film öncenzúrája. Egy évtized alatt kialakul a tabuk kódexe: a filmen nem szabad nyitott ajakkal csókolózó párt, hónaljszőrzetet és franciaágyban alvó párt mutatni.
- Moszkvában filmfőiskolát alapítanak. Bemutatják a Sarló és kalapács című filmet, az elsőt a rangosabb szovjet nagyfilmek közül.

## Sikerfilmek
1. The Four Horsemen of the Apocalypse – rendező Rex Ingram
2. The Kid – rendező Charles Chaplin
3. Every Woman's Problem – rendező Willis Robards

## Filmbemutatók
- Every Woman's Problem
- The Four Horsemen of the Apocalypse (Az Apokalipszis négy lovasa) – főszereplő Rudolph Valentino
- A kaméliás hölgy – főszereplő Rudolph Valentino
- The Kid – főszereplő Charles Chaplin és Jackie Coogan
- Árvák a viharban – főszereplő Lillian Gish és Dorothy Gish; rendező D. W. Griffith
- The Sheik – főszereplő Rudolph Valentino
- The Three Musketeers – főszereplő Douglas Fairbanks
- Fiévre (Láz) – rendező Louis Delluc
- Tol'Able David (Az elfogadható Dávid) – rendező Henry King
- L'Atlantide (Atlantisz úrnője) – rendező Jacques Feyder
- Der müde tod (A fáradt Halál) – rendező Fritz Lang
- Hintertreppe (Hátsó lépcső) – rendező leopold Jessner
- Danton – rendező Dmitri Buchowetzki
- A halál kocsisa (Korkarlen) – rendező Victor Sjöström
- Blade of Satans blog (A sátán naplójából) – rendező Carl Theodor Dreyer

## Magyar filmek
- Gellért Lajos – Az egér
- Fejős Pál – Arséne Lupin utolsó kalandja
- Balogh Béla – Elnémult harangok, A megfagyott gyermek, Sugárka, Veszélyben a pokol, Nyomozom a detektívet, Lavina, Galathea
- Bolváry Géza – Tavaszi szerelem
- Deésy Alfréd – A Balaton leánya, Péntek este, Náni, Lilike kalandjai, A gyerekasszony, Bolond Istók
- Garas Márton – New York expressz kábel, A keresztes vitézek, Hétszáz éves szerelem, Farsangi mámor
- Lakner Artúr – Múlt és jövő
- Gaál Béla – Vörösbegy
- Paul Garbagni francia rendező – Romok között, a Nick Winter négy új kalandja filmsorozat 4. része, magyar-francia film

## Rövid film sorozatok
- Harold Lloyd (1913–1921)
- Charlie Chaplin (1914–1923
- Buster Keaton (1917–1941)

## Születések
- január 3. – John Russell, színész († 1991)
- január 13. – Csákányi László, színész († 1992)
- január 27. – Donna Reed, színésznő († 1986)
- január 31. – Carol Channing, színésznő
- január 31. – Mario Lanza, énekes, színész († 1959)
- február 8. – Lana Turner, színésznő († 1995)
- február 11. – Gábor Éva, színésznő († 1995)
- február 16. – Vera-Ellen, színésznő, táncos († 1981)
- február 22. – Giulietta Masina, színésznő († 1994)
- február 26. – Betty Hutton, színésznő († 2007)
- március 3. – Diana Barrymore, színésznő († 1960)
- március 4. – Joan Greenwood, színésznő († 1987)
- március 8. – Cyd Charisse, színésznő, táncos († 2008)
- március 12. – Gordon MacRae, színész, énekes († 1986)
- március 25. – Simone Signoret, színésznő († 1985)
- március 28. – Dirk Bogarde, színész († 1999)
- április 10. – Chuck Connors, színész († 1992)
- április 16. – Peter Ustinov, színész († 2004)
- május 2. – Satyajit Ray, Indiai rendező († 1992)
- május 23. – Grigori Chukhrai, Ukrán rendező († 2001)
- május 26. – Bárdy György, színész († 2013)
- május 31. – Alida Valli, színésznő († 2006)
- június 2. – Alexander Salkind, producer († 1997)
- június 8. – Alexis Smith, színésznő († 1993)
- június 21. – Jane Russell, színésznő († 2011)
- június 21. – Judy Holliday, színésznő († 1965)
- július 3. – Susan Peters, színésznő († 1952)
- július 23. – Robert Brown, színész († 2003)
- július 31. – Bánki Zsuzsa, színésznő († 1998)
- augusztus 3. – Marilyn Maxwell, színésznő († 1972)
- szeptember 8. – Harry Secombe, színész, énekes († 2001)
- szeptember 27. – Jancsó Miklós, rendező († 2014)
- szeptember 30. – Deborah Kerr, színésznő († 2007)
- október 13. – Yves Montand, énekes, színész († 1991)
- november 3. – Charles Bronson, színész († 2003)
- november 20. – Phyllis Thaxter, színésznő
- november 22. – Rodney Dangerfield, színész, komédiás († 2004)
- november 23. – Fred Buscaglione, olasz színész és énekes († 1960)
- december 4. – Deanna Durbin, színésznő († 2013)
- december 26. – Steve Allen, színész, zeneszerző, komédiás, († 2000)

## Halálozások
- május 5. – William Friese-Greene, az angol film úttörője